# Liste des archevêques de Narbonne
Pour des articles plus généraux, voir Ancien archidiocèse de Narbonne et Diocèse de Carcassonne et Narbonne.

Carte du diocèse de Narbonne en 1781

Cet article présente la liste des évêques métropolitains, puis archevêques du diocèse de Narbonne, primats de la Gaule narbonnaise.

## Évêques métropolitains

### IIIesiècle
- v. 251 : Saint Paul de Narbonne, évêque métropolitain.
- IIIe siècle : Étienne, évêque métropolitain[1].

### IVesiècle
- 359 : Gavidius[2].

### Vesiècle
- 417 - 422 : Hilaire.
- 427 - 461 : Rusticus - saint Rustique. Vers 441-445, il aurait fait reconstruire la cathédrale de la ville, détruite par un incendie. Comme Hilaire l'évêque d'Arles, il est rappelé à l'ordre par le pape Léon à propos des élections épiscopales.
- 462 : Hermès.

### VIesiècle
- 506 : Caprarius.
- 572-576 : Aquilinus (ou Aquilin). Le 7 avril 572, à Narbonne, il reçoit du roi Léovigild une concession d’immunité pour ses propriétés situées en Tarraconaise. En 576, il fait don de deux domaines au monastère San Martín de Asán[3].
- v. 588 : Athaloc, archevêque arien.
- av. 589 - ap. 597 : Migetius ou Mégace.

### VIIesiècle
- 610 : Sergius.
- 633 - 638 : Selva.
- v. 672 : Argebaud.
- 683 - 688 : Sunifred.

### VIIIesiècle
- v. 768 : Arribert[1].
- av. 769 - ~798 : Daniel.

## Archevêques

### IXesiècle
- v. 790 - 822 ou ~799- ~825 : Nimfridius (et non, comme on le lit souvent, Nebridius) :

premier métropolitain pour lequel le titre d'archevêque est attesté.
abbé de Lagrasse
seconde l'archevêque d'Arles Jean II lors du concile arlésien de 813.
- v. 827 - ~840 : Barthélemy.
- v. 842 - ~850 : Berarius.
- v. 855 - 872 : Frédold, ou Frédald, ou Frédule. En 865 l'abbé Egika de l'abbaye Saint-Pierre-Saint-Paul de Caunes-Minervois, fait citer un prêtre devant lui. Il est poursuivi en justice le 23 avril 873 devant le château de Minerve pour le paiement d'une dette qu'il a contractée l'année précédente envers l'abbé Egika de l'abbaye Saint-Pierre-Saint-Paul de Caunes-Minervois[5].
- v. 873 - 885 : Sigebode.

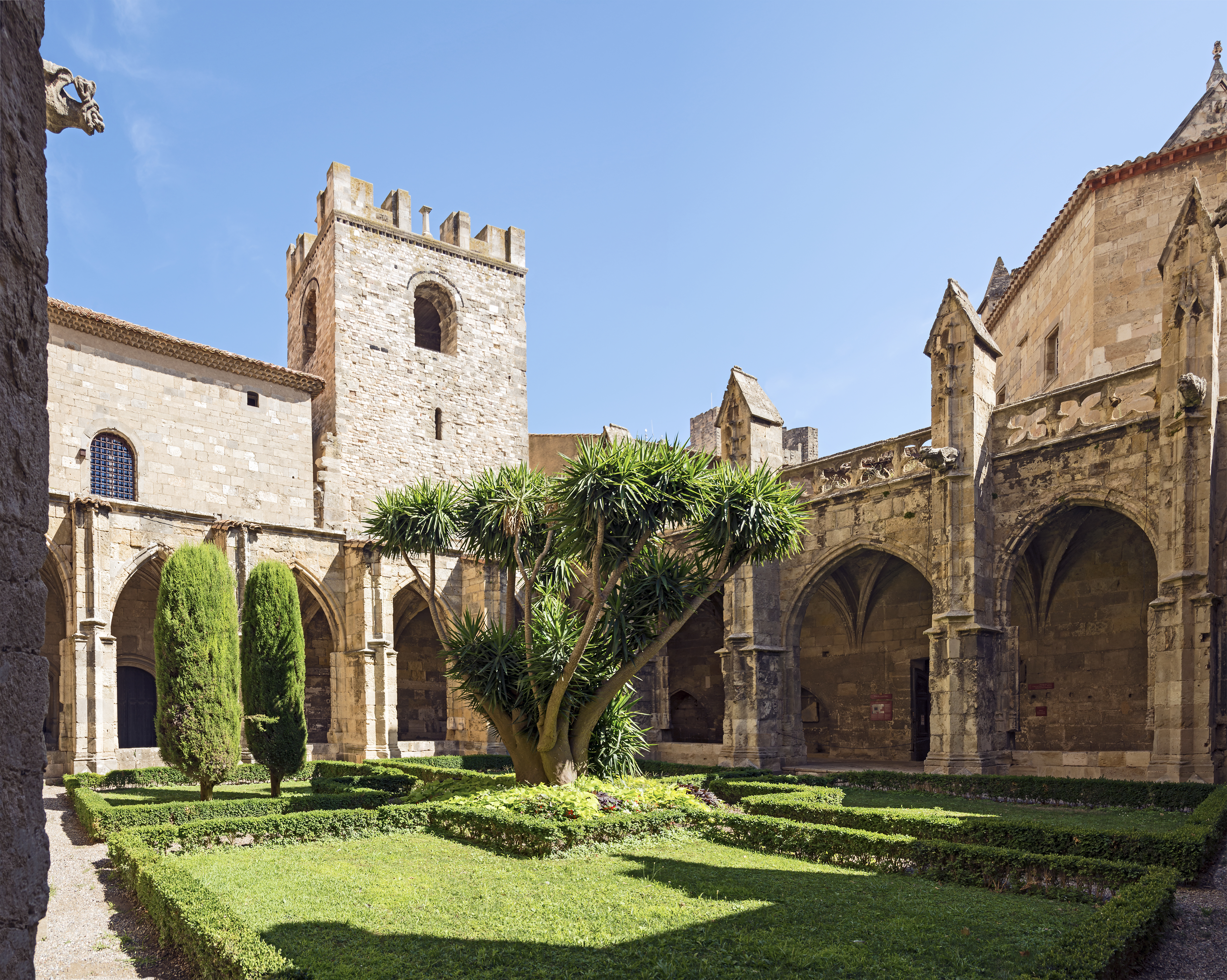
Tour-clocher de la cathédrale carolingienne, Narbonne

- 885 - 893 : Théodard de Narbonne ou Audard (saint).

### Xesiècle
- 893 - 912 : Arnuste. Il meurt assassiné en Catalogne.
- 911 : Gérard, nommé en 911 par l'évêque d'Uzès, Amélius II[6].
- 914 - 924 : Agio
- 926 - 977 : Aymeri († 977, avant le 13 juin).
- 977 - 1017/1019 : Ermengaud de Narbonne († ~1019) :

fils de Matfred, vicomte de Narbonne et de son épouse Adélaïde.

### XIesiècle
- 1019 - 1079 : Guifred de Cerdagne[7] († 1079), installé le 6 octobre 1019.

Fils de Guifred II, comte de Cerdagne.
déposé par les conciles de Rome (1078 et 1079) pour simonie, mais se maintient en place.
- 1079 - 1085 : Pierre Bérenger de Narbonne († ap. 13 mars 1090), archevêque élu :

fils de Bérenger (it), vicomte de Narbonne et de sa seconde épouse, Garsinde de Bésalu ;
moine de Conques, puis évêque de Rodez (avant 1053-1079) ;
ambitionne de succéder à Guifred, déposé en 1078 et 1079 ; est à son tour déposé par les légats pontificaux (1079) et excommunié (1080) ; se retire vers 1081 à Saint-Antonin, puis à Moissac.
- ~1086 - 1097 : Dalmas (Dalmace) († 17 janvier 1097), candidat pontifical (1079) :

abbé de Lagrasse ;
candidat du pape en 1079, contre Pierre de Narbonne.

## ArchevêquesprimatsdesNarbonnaises

### XIesiècle
- 1097 - 1106 : Bertrand de Montredon († après le 29 avril et avant le 6 novembre 1106) :

auparavant évêque de Nîmes ;
déposé par le pape vers 1106.

### XIIesiècle
| Portrait | Épiscopat             | Titulaire                                                       | Notes |
| -------- | --------------------- | --------------------------------------------------------------- | --- |
|          | 1106 à 1121           | Richard de Millau † 15 février 1121                             | abbé de Saint-Victor de Marseille, cardinal et légat du pape |
|          | 1121 à 1149           | Arnaud de Lévézou † 30 septembre 1149                           | Auparavant évêque de Béziers (1096-1121); légat pontifical (1129-1142) |
|          | 1149/1150 à 1155/1156 | Pierre II de Situlvero, alias d'Anduze † fin 1155 ou début 1156 | installé fin 1149 ou début 1150; traditionnellement considéré comme issu de la famille des seigneurs d'Anduze ; moine, puis abbé de Saint-Gilles (Gard). |
|          | 1156 à 1162           | Bérenger de Narbonne † 7 avril 1162                             | installé le 20 juillet 1156; fils d'Aimery Ier, vicomte de Narbonne et de Mahaut de Pouille; frère utérin de Raymond Bérenger III, comte de Barcelone; oncle d'Ermengarde, vicomtesse de Narbonne; auparavant abbé de Lagrasse depuis au moins le 25 novembre 1133 |
|          | 1162 à 1181           | Pons d'Arsac † 15 février 1181                                  | Auparavant archidiacre de Narbonne; installé en mai 1162. |
|          | 1182 à 1191           | Bernard Gaucelin (pl) † 8 avril 1191                            | Probablement de la famille des seigneurs de Lunel (Hérault); auparavant évêque de Béziers (1167-1182); installé archevêque après le 16 mai 1182. |

### XIIIesiècle
| Portrait | Armoiries | Épiscopat   | Titulaire                  | Notes |
| -------- | --------- | ----------- | -------------------------- | --- |
|          |           | 1191 à 1212 | Bérenger de Barcelone      | archevêque (avril/ juin 1191 - 1212), Fils naturel de Raymond Bérenger IV, comte de Barcelone; frère consanguin du roi Alphonse II d'Aragon et oncle du roi Pierre II d'Aragon Abbé de Mont-Aragon, évêque de Lérida Déposé avant mars 1212 sur ordre du pape Innocent III |
|          |           | 1212 à 1225 | Arnaud Amaury              | Auparavant abbé de Poblet, de Grandselve, puis de Cîteaux (1200-1212); légat pontifical au cours de la Croisade contre les Albigeois |
|          |           | 1226 à 1245 | Pierre Amiel               | |
|          |           | 1245 à 1257 | Guillaume de la Broue      | |
|          |           | 1257 à 1259 | Jacques                    | |
|          |           | 1259 à 1261 | Guy Foucois                | ou Foulques (Saint-Gilles (Gard), 23 novembre 119? - Viterbe, 29 novembre 1268), 1259-1261, cardinal en 1261 puis pape sous le nom de Clément IV (1265-1268). |
|          |           | 1262 à 1272 | Maurin                     | |
|          |           | 1272 à 1286 | Pierre de Montbrun         | |
|          |           | 1287 à 1311 | Gilles Aycelin de Montaigu | |

### L'église des bénéfices (XIVe–XVIesiècles)

#### XIVesiècle
| Portrait | Armoiries | Épiscopat   | Titulaire              | Notes |
| -------- | --------- | ----------- | ---------------------- | --- |
|          |           | 1311 à 1341 | Bernard de Farges      | ou de Fargis. Ancien évêque d'Agen, ancien archevêque de Rouen. Neveu du pape Clément V, frère du cardinal Raymond-Guilhem de Fargues.              |
|          |           | 1341 à 1347 | Gasbert de Valle       | (ou de La Val) (1297 - 1er janvier 1347). Camérier des papes Jean XXII, Benoît XII et Clément VI, ancien évêque de Marseille et archevêque d'Arles. |
|          |           | 1347 à 1375 | Pierre de La Jugie     | Neveu du pape Clément VI, ancien archevêque de Saragosse, futur archevêque de Rouen et cardinal.                                                    |
|          |           | 1375 à 1391 | Jean Roger de Beaufort | Ancien évêque de Carpentras, futur archevêque d'Auch                                                                                                |
|          |           | 1391 à 1432 | François de Conziè     | Oncle du cardinal et archevêque d'Arles, Louis Aleman                                                                                               |

#### XVesiècle
| Portrait | Armoiries | Épiscopat   | Titulaire                  | Notes                                                                   |
| -------- | --------- | ----------- | -------------------------- | ----------------------------------------------------------------------- |
|          |           | 1433-1436   | François Condolmer         | Appelé aussi : Coldumier. Cardinal.                                     |
|          |           | 1436 à 1451 | Jean d'Harcourt            |                                                                         |
|          |           | 1451 à 1460 | Louis d'Harcourt           |                                                                         |
|          |           | 1460 à 1472 | Antoine Du Bec Crespin     |                                                                         |
|          |           | 1473 à 1482 | Renaud de Bourbon          |                                                                         |
|          |           | 1482 à 1484 | Georges d'Amboise          | dit le cardinal d'Amboise. Cardinal en 1498. Futur archevêque de Rouen. |
|          |           | 1484 à 1492 | François Hallé             | (? - Paris, 1492)                                                       |
|          |           | 1492 à 1494 | Georges d'Amboise          | Une nouvelle fois                                                       |
|          |           | 1494 à 1502 | Pierre d'Abzac de la Douze |                                                                         |

#### XVIesiècle
| Portrait | Armoiries | Épiscopat   | Titulaire                                          | Notes                                                                    |
| -------- | --------- | ----------- | -------------------------------------------------- | ------------------------------------------------------------------------ |
|          |           | 1502 à 1507 | François Guillaume de Castelnau de Clermont-Lodève | (1480-1540), dit le cardinal de Clermont-Lodève. Cardinal en 1503.       |
|          |           | 1507 à 1514 | Guillaume Briçonnet                                | (1445 - Narbonne, 1514) Cardinal en 1495.                                |
|          |           | 1515 à 1523 | Jules de Médicis                                   | Cardinal en 1513 puis pape sous le nom de Clément VII (1523-1534).       |
|          |           | 1524 à 1550 | Jean de Lorraine                                   | Cardinal en 1518, évêque de Luçon en 1523, puis évêque de Reims en 1533. |
|          |           | 1550 à 1551 | Hippolyte d'Este                                   | dit le cardinal de Ferrare Cardinal en 1538.                             |
|          |           | 1551        | François de Tournon                                | Cardinal en 1530.                                                        |
|          |           | 1551 à 1563 | François Pisani                                    | (Venise ?, 1474 - Rome, 1570) Cardinal en 1517.                          |
|          |           | 1563 à 1572 | Hippolyte d'Este                                   | Une nouvelle fois.                                                       |

### Contre-Réforme (XVIe–XVIIesiècles)
| Portrait | Armoiries | Épiscopat   | Titulaire           | Notes                                                 |
| -------- | --------- | ----------- | ------------------- | ----------------------------------------------------- |
|          |           | 1572 à 1575 | Simon Vigor         |                                                       |
|          |           | 1582 à 1600 | François de Joyeuse | Carcassonne, 1562 - Avignon, 1615, Cardinal en 1584.  |
|          |           | 1600 à 1628 | Louis de Vervins    |                                                       |
|          |           | 1628 à 1659 | Claude de Rebé      | Amplepuis, 1587 - Narbonne, 1659                      |
|          |           | 1659 à 1673 | François Fouquet    | Paris, 1611 - Alençon, 1673                           |
|          |           | 1673 à 1703 | Pierre de Bonzi     | Florence, 1631 - Montpellier, 1703. Cardinal en 1672. |

### Fin de l'Ancien Régime (XVIIIesiècle)
| Portrait | Armoiries | Épiscopat   | Titulaire                                  | Notes |
| -------- | --------- | ----------- | ------------------------------------------ | --- |
|          |           | 1703 à 1719 | Charles Le Goux de La Berchère             | Vif, 1647 - Narbonne, 1719 |
|          |           | 1719 à 1739 | René François de Beauvau du Rivau          | Château du Rivau, 1664 - Narbonne, 1739 |
|          |           | 1739 à 1751 | Jean-Louis Des Balbes de Berton de Crillon | 1684 - Avignon, 1751 |
|          |           | 1752 à 1763 | Charles Antoine de La Roche-Aymon          | Mainsat, 1697 -Cardinal en 1771, meurt à Paris, 1777 |
|          |           | 1762 à 1801 | Arthur Richard Dillon                      | est né le 14 septembre 1721 à Saint-Germain-en-Laye dans les Yvelines, il est nommé évêque d'Évreux le 26 septembre 1753, puis archevêque de Toulouse le 2 août 1758, il est nommé archevêque de Narbonne le 21 mars 1763 et meurt dans sa charge le 5 juillet 1806 à Londres, il est le dernier archevêque de Narbonne. |

- Guillaume Besaucèle, seulement évêque constitutionnel du diocèse de l'Aude ; ne siège que quelques mois à Narbonne, puis définitivement à Carcassonne[10].

### À partir de 1801
À la suite du Concordat de 1801, le siège archiépiscopal est supprimé et le territoire de l'archidiocèse est partagé entre le diocèse de Carcassonne, qui couvre alors les départements de l'Aude et des Pyrénées-Orientales, et le diocèse de Montpellier, qui couvre alors les départements de l'Hérault et du Tarn.
Par la bulle Paternae caritatis du 6 octobre 1822, l'archevêque de Toulouse est autorisé à relever le titre d'archevêque de Narbonne.
Le 14 juin 2006, le titre du siège supprimé de Narbonne est transféré au diocèse de Carcassonne qui prend son nom actuel de diocèse de Carcassonne et Narbonne. Désormais ce sont les évêques de Carcassonne et Narbonne qui sont titulaires de Narbonne.